# Mr. Know It All
"Mr. Know It All" é uma canção da cantora norte-americana Kelly Clarkson, gravada para o seu quinto álbum de estúdio Stronger. Foi composta e produzida por Brian Seals, Ester Dean, Dante Jones, com auxílio de Brett James na escrita. A música acabou por ser divulgada na Internet três dias antes da editora discográfica RCA Records a enviar para as rádios australianas, visando estrear a 29 de agosto de 2011. Foi lançada a 5 de setembro de 2012 na loja digital iTunes de vários países, incluindo o Brasil, Estados Unidos e Portugal.
A nível musical, a canção deriva de origens estilísticas de R&B misturadas com o estilo pop rock, diferindo de trabalhos anteriores da artista. A sua sonoridade é composta através dos vocais, juntando acordes de guitarra e piano. Liricamente, o tema discute a história do último relacionamento conturbado de Kelly, demonstrando as suas frustrações, com um arranjo alegre que é envolto em suaves acordes instrumentais antes de chegar ao refrão. A própria Clarkson salientou que era diferente de qualquer outra música que fez, realçando que "é apenas super-atrevida e define muito bem o álbum".
A obra liderou nas tabelas musicais da Austrália e Coreia do Sul, além de atingir as dez primeiras posições de vários outros países, como a Alemanha, Canadá, Escócia, Estados Unidos, Irlanda e Reino Unido. A Australian Recording Industry Association (ARIA) certificou o single com tripla platina, com mais de 200 mil descargas digitais vendidas. A Music Canada e a Recording Industry Association of New Zealand  (RIANZ) também atribuíram um galardão de platina.
O vídeo musical, dirigido por Justin Francis, estreou a 26 de setembro de 2011 através do serviço VEVO. Apresenta a cantora atrás de uma parede cheia de artigos de jornal, tanto depreciativos como favoráveis, sobre a sua carreira musical e vida pessoal. O teledisco continuamente mostra várias cenas em que Kelly enfrenta um homem como uma metáfora para "Mr. Know It All", cantando com raiva para o mesmo. A faixa recebeu várias interpretações ao vivo como parte da sua divulgação, e inclusive esteve no alinhamento da digressão mundial Stronger Tour que esteve pela Austrália, Estados Unidos, Escócia, Inglaterra e Irlanda.

## Antecedentes e divulgação
A maio de 2011, a artista revelou através do seu perfil no Facebook que pretendia lançar o seu novo single em julho, depois de músicas terem sido divulgadas na Internet: "Ouvi outra demo minha na rede. Não sei como ou quem está a fazê-lo, mas são demos e não a versão real", explicou Clarkson. Três meses depois, de acordo com a estação de rádio MYfm, a sua edição tinha sido adiada para o final do mês de agosto: "A faixa chama-se 
'Mr Know It All' e é surpreendente! Kelly ainda tem a grande e poderosa voz, mas com novas coisas e incorporações de batidas de bateria". Durante uma entrevista ao locutor Ryan Seacrest, Clarkson revelou que a presente faixa tinha sido a última a ser gravada em fevereiro de 2011 em Nashville, no Tennessee. A 26 de agosto de 2011, o tema acabou por ser divulgado na Internet, três dias antes de estrear nas rádios australianas. Quatro dias depois, durante o evento de lançamento ao vivo transmitido no seu sítio oficial, a cantora desvendou a razão da sua escolha de "Mr. Know It All" como trabalho de avanço: "É diferente de qualquer outra música que tenha feito. Em segundo lugar, só porque é muito diferente de um primeiro single para mim. Normalmente, lançamos logo um hino, música com afluentes de guitarra. Isto é muito diferente... É apenas super-atrevida e define muito bem o álbum, tal como "Never Again" (2007) e "My Life Would Suck Without You" (2009)"". A canção foi lançada digitalmente a 5 de setembro de 2011 em maior parte dos países que possuíam loja iTunes, enviada para as estações norte-americanas a 13 de setembro e um mês depois editada em CD single na Alemanha e Reino Unido. 

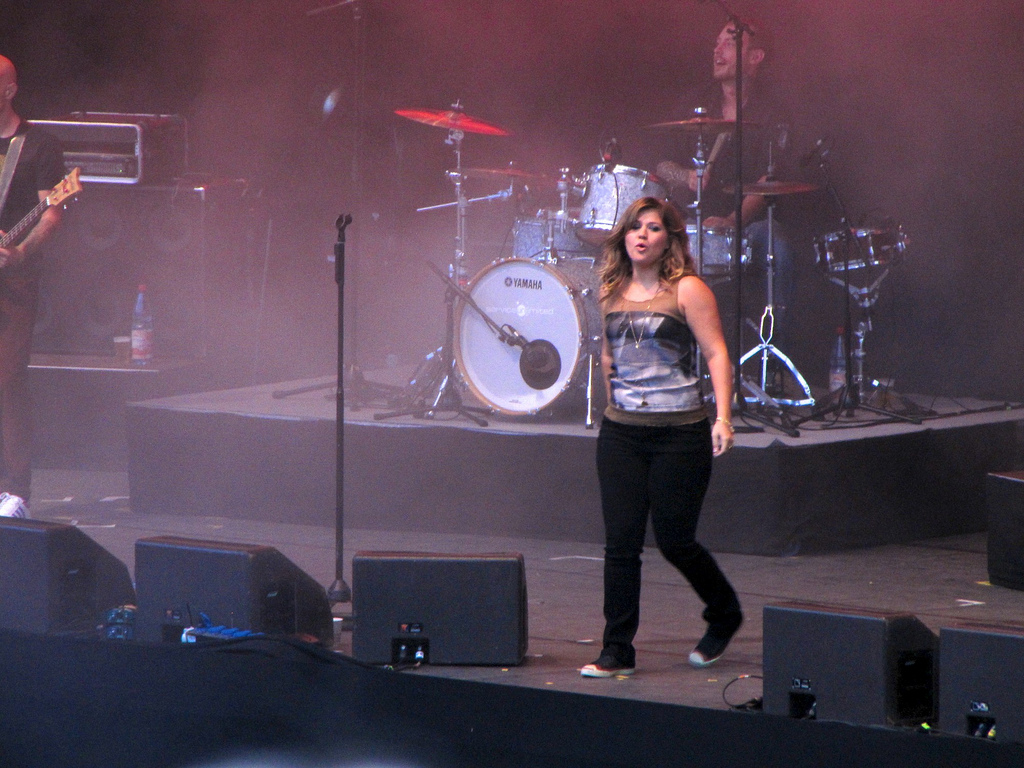
Clarkson a interpretar "Mr. Know It All" no festival Stars for Free em Berlim.

 Em 2012, Dann Huff programou o tema para que fosse adaptado ao formato de música country e acabou por ser disponibilizado na iTunes Store a 13 de abril. Clarkson anunciou esta versão a 21 de março através da sua conta no Twitter, colocando também a capa para o efeito de promoção.
Excetuando a introdução on-line do evento de lançamento, a sua divulgação começou no festival Stars for Free em Berlim no dia 10 de setembro de 2011. Dez dias mais tarde, o programa televisivo The Tonight Show with Jay Leno também foi palco para a apresentação da obra, cuja performance resultou numa crítica positiva por parte do canal VH1:  "Clarkson sempre teve uma grande voz e um bom senso melhor ainda de como usá-la". Foram realizadas outras interpretações ao vivo para promover a música, como no The Ellen DeGeneres Show, no festival iHeartRadio em Las Vegas e no concurso australiano The X Factor. A 2 de outubro, Kelly atuou na grande final da competição National Rugby League de 2011 no ANZ Stadium em Sydney, na Austrália, acompanhada com mais de trezentos dançarinos. A canção também recebeu atenção por parte do público das cerimónias de entregas de prémios, durante a edição de 2011 dos American Music Awards. "Mr. Know It All" também fez parte do alinhamento da digressão mundial Stronger Tour, iniciada em janeiro de 2012, e que passou por cidades como Los Angeles, Las Vegas, Londres, Verona, entre outras.

## Estilo musical e letra
"Mr. Know It All" é uma canção de tempo moderado que incorpora elementos de estilo R&B e pop rock, produzida por Brian Kennedy, Ester Dean e Dante Jones. A sua gravação decorreu em 2011 nos estúdios Chalice Recording Studios, em Hollywood, Los Angeles, Kennedy Compound em Studio City, Los Angeles e Starstruck Studios em Nashville, Tennessee. Clarkson descreveu-a como "diferente de qualquer outro single que tenha lançado porque a mensagem não é apenas sobre relações amorosas". Mesmo admitindo que tem uma lista de pessoas que lhe partiram o coração, a cantora também confidenciou que o conceito roda em torno de seres "ignorantes que pensam que sabem tudo sobre as outros". Bill Lamb do portal About.com comentou que a descrição do tema gira "sobre a força de sair de um relacionamento negativo. No entanto, não apresenta histrionismo. É uma gravação pop mainstream que simplesmente oferece excelência pop. Uma produção discreta de Brian Kennedy que oferece um cenário perfeito para Kelly Clarkson simplesmente cantar e mover-nos com a emoção percetível no desempenho". A sua sonoridade, além de através de vocais, é composta por guitarras, pianos e vozes de apoio.
A letra foi escrita por Brian Seals, Dean, Brett James e Jones. Liricamente, Kelly Clarkson conta a história do seu último relacionamento conturbado, demonstrando as frustrações da cantora com um arranjo alegre que é inundado em suaves acordes instrumentais antes de chegar ao refrão. De acordo com a partitura publicada pela Alfred Publishing Company, a música é definida no tempo de assinatura comum com um metrónomo de 100 batidas por minuto. Composta na chave de fá maior com o alcance vocal que vai desde da nota baixa de dó, para a nota de alta de fá.

## Receção pela crítica
| Críticas profissionais | Críticas profissionais |
| Avaliações da crítica  | Avaliações da crítica  |
| Fonte                  | Avaliação              |
| ---------------------- | ---------------------- |
| About.com              | [ 24 ]                 |
| Billboard              | (favorável)            |
| Digital Spy            | [ 28 ]                 |
| Rolling Stone          | [ 29 ]                 |
| Taste of Country       | [ 30 ]                 |

As críticas após o lançamento da faixa foram geralmente positivas. Bill Lamb do portal About.com atribuiu quatro estrelas e meia de cinco possíveis, louvando "os vocais discretos com uma nuance perfeita, a produção que sabiamente fica fora do caminho dos vocais e as palavras de força". Lamb considerou Clarkson uma das melhoras cantoras pop da atualidade, e considerou "uma performance clássica". A revista norte-americana Billboard afirmou que "a mensagem lírica de Clarkson pode ser uma das mais insolentes e com mais força (como os fãs já se habituaram a esperar dela), mas musicalmente, é um pouco mais suave; invés de uma energia mais focada no rock, o single possui toques de piano e acordes subtis". Jason Lipshutz revelou que ouviu uma "versão mais madura" de Kelly, e relembrou outras fases mais conturbadas como a de My December, em 2007. O canal televisivo VH1 fez com relutância uma avaliação positiva, afirmando que não iria mentir, "esta balada não é a nossa favorita das suas faixas, e desejámos que os seus vocais estivessem mais trabalhados, mas ouvimos apesar de tudo." Alguns dos críticos musicais notaram semelhanças na composição com "Doesn't Mean Anything" de Alicia Keys e "Just the Way You Are" de Bruno Mars. Monica Herrera foi um desses casos, pois a editora da Rolling Stone, depois de atribuir três estrelas à obra, comentou o seguinte: "Para a sua última melodia, Clarkson restringe extensão de oitavas - sem notas de glória da era American Idol - e enfrenta um homem controlador com duplas intenções ("Baby, eu não me vou abaixo") com o seu apelo R&B. O único problema? Bruno Mars quer o refrão de "Just the Way You Are" de volta".
Robert Copsey do sítio Digital Spy considerou que "não há muitos artistas pop rock que não tenham sido atingidos pela tempestade da música de dança urbana ao longo dos últimos anos, mas uma cantora que ficou relativamente ilesa foi Kelly Clarkson". Copsey atribuiu quatro estrelas de cinco à melodia, concluindo que "certamente não é o trailer padrão para um álbum de Kelly, substituindo a furiosa e rápida guitarra para um acorde pesado de piano - embora os seus sentimentos permaneçam os mesmos". A página Popdust focou-se nas semelhanças, observando que "são tão gritantes como as de "Already Gone" e "Halo", mas pelo menos as duas têm o mesmo compositor (Ryan Tedder). Acrescentando, "a obra precisa realmente de crédito, ela vende a música com todo o seu valor vocal considerável, e soa mais comprometida nos versos do que fez em grande parte no All I Ever Wanted, a culpa é dos compositores, e não da vocalista". Após ouvir o single, a MTV News comentou que "era uma canção óbvia de Clarkson: mal-humorada e simples, com uma melodia forte e um coro". Jenna Hally Rubenstein escreveu que "ao contrário das várias divulgações de Kelly, que já estabelecem um caminho mais tradicional pop-rock, "Mr. Know It All" tem um sabor distinto de R&B, mostrando um lado da sua voz que não víamos há algum tempo. Ao contrário de "Since U Been Gone", a presente soa mais suave e feminina como ela canta". A publicação Entertainment Weekly comentou: "Nós amamos muito, Kelly. Especialmente porque nós não somos os homens envolvidos".
Kathleen Perricone, repórter do jornal Daily News, afirmou que a faixa "era um hino pop-rock cativante contra um homem que gosta de a derrubar e fazer sentir-se mal sobre ela mesma". Melinda Newman do HitFix relatou que depois de escutar o evento de lançamento da canção, "era melhor que a Beyoncé tivesse cuidado". Newman afirmou ainda "que teria soado perfeitamente no lugar "4", na verdade algumas das frases de Clarkson lembram Beyoncé. Não há pirotecnia vocal, mas tem uma sensação sólida cativante". Kelly Schremph considerou que "pessoalmente não sou um grande fã dela, mas ninguém pode negar que esta rapariga tem algum talento vocal e merece fazer parte da indústria da música. Enquanto alguns artistas parecem ter caído da face da terra, Kelly permanece constante e continua a dar aos seus fãs mais razões para amá-la". Billy Dukes do portal Taste of Country, também fez uma análise com relevância para a versão country da música, escrevendo que a artista "deveria editar um livro sobre como fazer a transição do pop para a música country". Dukes considerou que Clarkson "ganhou com o seu compromisso com o formato", terminando com um comentário ao "ótimo trabalho dos produtores" e que "não seria impossível vê-la lutar contra Carrie Underwood e Taylor Swift para os prémios dos países mais importantes - individuais - no futuro, se ela quiser.

## Vídeo musical

### Conceção
As gravações do vídeo musical tiveram lugar a 25 de agosto de 2011 em Nashville e foram dirigidas por Justin Francis. Durante os bastidores, a cantora explicou que o conceito do trabalho era "a variedade", ou seja, "o foco total de toda a música que eu gosto é 'não sabe nada sobre mim. Amo esse conceito, porque é ignorante pensar que se sabe tudo sobre uma pessoa. Há muitos lados da personalidade das pessoas. Nós estamos a criar uma espécie de variedade de diferentes Kellys". O teledisco contém uma espécie de parede com várias manchetes sobre Kelly, como "Porquê tão solteira Kelly?", "Patrocinadores deixam Kelly Clarkson", "Demasiado gorda", "Divulgação de músicas [na Internet]" e "Kelly não tem estilo". Clarkson observou como sendo "basicamente toda a porcaria que tem sido dita sobre mim, e é engraçado ou ridículo... estamos a jogar com isso... é como eu lido com isso... do tipo sarcástico e engraçado". Outra característica do projeto remonta à cena em que a jovem está vestida com um longo vestido com penas no seu cabelo, que representa a liberdade. O vídeo musical acabou por estrear a 26 de setembro de 2011 através do serviço VEVO. Numa entrevista à MTV News, a artista descreveu-se no teledisco:
| “ | Acho que há esse lado de espírito livre em mim, e de intérprete mal-humorada, e depois há um lado engraçado de mim. Quero dizer, obviamente tem que ser divertido, ter uma parede gigante de grande dúvida com manchetes reais da sua vida. É um pouco de diversão, um pouco de mau humor. | ” |

São demonstradas cenas do vídeo de "I Do Not Hook Up", segundo single de All I Ever Wanted, que faz referência à atriz Cameron Diaz no filme What Happens in Vegas. E o artigo fictício apresentado no foi retirado do sítio Kovideo.net, contudo foi editado para evitar acusações de plágio. Essa mesma página apresentava uma situação da vida real na carreira de Clarkson, onde várias demos das músicas gravadas originalmente para Stronger acabaram por serem divulgadas na Internet em julho de 2011, contra vontade da cantora. Clarkson respondeu à situação, dizendo "Oh meu Deus, já foi assaltado? Eu já. Já fui fisicamente roubada um par de vezes, mas isto é muito pior. Não há razão para ficar zangada porque não há nada que possa fazer por isso espero que (todos) gostem da música".

### Sinopse e receção

Cena final do vídeo musical, em que a cantora canta por detrás da estrada que resultou do buraco criado na parede que continha as manchetes de jornal.

O teledisco tem a duração de três minutos e cinquenta e cinco segundos, mostrando Kelly a cantar atrás de uma parede cheia de manchetes de jornal, tanto depreciativas como favoráveis, sobre a sua carreira musical e vida pessoal. Mostra continuamente várias cenas em que Clarkson enfrenta um homem como uma metáfora para "Mr. Know It All", assumindo uma postura com raiva em frente do mesmo. Durante todo o refrão, são exibidas as silhuetas dos constituintes da banda de digressão da artista enquanto esta canta. Em seguida, a jovem está a assistir ao vídeo do seu single anterior "I Do Not Hook Up" numa Sony Google TV enquanto lê um artigo na Internet sobre a música ter sido divulgada sem o seu consentimento. Na secção de comentários da página, Kelly ri-se sarcasticamente enquanto visiona as opiniões. Cenas seguintes mostram Clarkson a arrumar as suas roupas e acessórios, enquanto deixa um homem para trás. O vídeo, em seguida, apresenta-a com um vestido de veludo, a cantar e com as penas no seu cabelo. Na parte final do projeto, as suas lágrimas pelas palavras descritas nas folhas colocadas na parede, criam um buraco que revela o sol, e uma estrada que a cantora atravessa, semelhante à mostrada em "Don't Tell Me" de Madonna.
Muitos dos críticos observaram a abordagem do vídeo para os media, cujo tinham assumido que o "Mr. Know It All" era um homem individual. Brad Wete da publicação Entertainment Weekly, observou que "é interessante como ela usou o vídeo para matar dois coelhos com uma cajadada só. A canção é sobre um indivíduo malformado, mas produz também um golpe contra os media e a blogosfera. Pessoalmente, prefiro abordagens musicais mais diretas, como em "Tabloid Junkie" de Michael Jackson. Mas a música de Clarkson música é fixe". A estação televisiva VH1 afirmou que "quando ouviram primeiro o último single de Kelly Clarkson, “Mr. Know It All,” achámos que, tematicamente, trataria um simples final de relação por iniciativa dela. No entanto, depois de assistir ao vídeo para a música que estreou nas primeiras horas desta manhã, é evidente que não há outro alvo da sua ira: os meios de comunicação. No entanto, verifica-se que não é apenas a velha media que deita Kelly abaixo. Os blogues também! Se somos uma grande estrela da música ou alguém cuja única exposição aos boatos vêm da cortesia do Facebook, a fofoca é inevitável. Como escolhemos para reagir aos inimigos é uma escolha inteiramente nossa. Podemos chafurdar nas secções de comentários desagradáveis, mas no final do dia, não seria melhor ir lá fora e ver o sol? Kelly Clarkson faz isso, e com toda a certeza". O sítio noticioso Hollywood.com confidenciou que Kelly "coloca um homem (cujo rosto nunca vemos) no seu lugar para não pensar que sabe tudo sobre ela. Enquanto existem alguns unicórnios e figurinos excêntricos tímidos de criação de uma Katy Perry ou Lady Gaga, ela traz o glamour suficiente para o vídeo e torná-lo de fácil captação. As letras em si são poderosas, mas os seus olhares significativos para a câmara e demanda corajosa para a independência ajudam realmente a transmitir o recado".

## Faixas e formatos
A versão digital de "Mr. Know It All" contém apenas uma faixa com duração de três minutos e cinquenta e dois segundos. Foi ainda lançada uma versão country da música na iTunes Store dos Estados Unidos, com três minutos e trinta e oito segundos. Na Alemanha e Reino Unido, o tema também foi comercializado em versão CD single, possuindo duas faixas no total, sendo que uma delas é a versão do single e ainda uma remistura de outra obra do repertório da cantora.
| Descarga digital |                   |         |  |
| N.º              | Título            | Duração |  |
| 1.               | "Mr. Know It All" | 3:52    |  |

| CD single      |                                                            |         |  |
| N.º            | Título                                                     | Duração |  |
| 1.             | "Mr. Know It All"                                          | 3:52    |  |
| 2.             | "My Life Would Suck Without You" (Chriss Ortega Radio Mix) | 3:40    |  |
| Duração total: | Duração total:                                             | 6:32    |  |

| Descarga digital |                                     |         |  |
| N.º              | Título                              | Duração |  |
| 1.               | "Mr. Know It All (Country Version)" | 3:38    |  |

## Desempenho nas tabelas musicais
A obra debutou na trigésima posição da Billboard Adult Pop Songs em apenas horas após o seu lançamento, mais tarde conseguindo chegar à liderança. A 24 de setembro de 2011, estreou na tabela musical principal dos Estados Unidos, Billboard Hot 100, na 18.ª posição. Na sua primeira semana, vendeu mais de 107 mil descargas digitais no país, resultando na nona posição da Digital Songs e vigésima nona na Pop Songs. Na semana de edição de Stronger, "Mr. Know It All" subiu na Hot 100 da décima nona à décima posição, tornando-se o primeiro desde "My Life Would Suck Without You" em 2009 a atingir os dez primeiros, e o seu nono feito no total. A 5 de julho de 2012, a canção tinha vendido mais de um milhão e 593 mil descargas digitais nos Estados Unidos. A música alcançou a liderança da Gaon Music Chart da Coreia do Sul como consequência das 180 mil vendas digitais. Na Austrália, a faixa estreou-se na posição 25, mas seguindo uma digressão promocional de Clarkson pelo país, que incluiu atuações ao vivo na 2011 NRL Grand Final e no programa The X Factor, subiu à liderança da ARIA Singles Chart. Acabou por receber certificação de tripla platina pela Australian Recording Industry Association (ARIA) devido às mais de 210 mil cópias distribuídas.
Na Europa, a obra conseguiu vigorar na lista das vinte primeiras mais vendidas de vários países, nomeadamente da Alemanha, Bélgica, Irlanda e Reino Unido. Em  países lusófonos, a música conseguiu entrar na Brasil Hot 100 Airplay em dezembro de 2011 para o trigésimo primeiro lugar. No início de 2012, Kelly e o produtor Dann Huff trabalharam numa remistura da faixa para um formato de música country. A versão single foi lançada na iTunes Store dos EUA em Abril, contudo já tinha entrado na tabela musical Country Songs na posição 59 a 25 de fevereiro.
| Tabela musical (2011-2012)                 | Melhor posição |
| ------------------------------------------ | -------------- |
| Alemanha - Media Control AG                | 18             |
| Austrália - ARIA Charts                    | 1              |
| Áustria - Ö3 Austria Top 75                | 26             |
| Bélgica - Ultratop (Flandres)              | 6              |
| Bélgica - Ultratop (Valónia)               | 14             |
| Brasil - Brasil Hot 100 Airplay            | 31             |
| Canadá - Canadian Hot 100                  | 11             |
| Coreia do Sul - Gaon International Chart   | 1              |
| Escócia - Scottish Singles Chart           | 4              |
| Eslováquia - IFPI Slovenská Republika      | 34             |
| Estados Unidos - Billboard Hot 100         | 10             |
| Estados Unidos - Billboard Pop Songs       | 11             |
| Estados Unidos - Billboard Adult Pop Songs | 1              |
| Estados Unidos - Billboard Country Songs   | 21             |
| Irlanda - Top 100 Singles                  | 14             |
| Japão - Japan Hot 100                      | 33             |
| Nova Zelândia - NZ Top 40 Singles          | 8              |
| Países Baixos - Dutch Top 40               | 90             |
| Polónia - ZPAV                             | 5              |
| Reino Unido - UK Singles Chart             | 4              |
| Suíça - Swiss Singles Chart                | 22             |

| Tabela musical (2011)                         | Posição |
| --------------------------------------------- | ------- |
| Austrália - ARIA Singles Charts               | 46      |
| Canadá - Canadian Hot 100                     | 99      |
| Estados Unidos - Billboard Adult Contemporary | 47      |
| Estados Unidos - Billboard Adult Pop Songs    | 35      |

| País           | Provedor     | Certificação |
| -------------- | ------------ | ------------ |
| Austrália      | ARIA         | 3× Platina   |
| Canadá         | Music Canada | Platina      |
| Estados Unidos | RIAA         | Platina      |
| Nova Zelândia  | RIANZ        | Platina      |

## Créditos
Todo o processo de elaboração da canção atribui os seguintes créditos pessoais:
- Kelly Clarkson – vocalista principal;
- Ester Dean - composição, co-produção;
- Brett James - composição;
- Brian Seals - composição;
- Dante Jones - composição, produção;
- Brian Kennedy - produção, programação, teclado;
- Sean Tallman - gravação;
- Dewain Whitmore - gravação vocal;
- Andre Fappier - guitarra.

## Histórico de lançamento
"Mr. Know It All" começou a ser reproduzida nas rádios australianas a 29 de agosto de 2011, e nas norte-americanas a 13 de Setembro. Digitalmente, foi disponibilizada na iTunes Store a 5 de setembro em maior parte dos países, e mais tarde também foi editada uma versão country da faixa em abril de 2012 nos Estados Unidos. Na Europa, nomeadamente Reino Unido e Alemanha, também, receberam comercialização em CD single.
| País           | Data                   | Formato                            | Editora discográfica |
| -------------- | ---------------------- | ---------------------------------- | -------------------- |
| Austrália      | 29 de agosto de 2011   | Rádio mainstream                   | RCA                  |
| Alemanha       | 5 de setembro de 2011  | Descarga digital                   | RCA                  |
| Austrália      | 5 de setembro de 2011  | Descarga digital                   | RCA                  |
| Brasil         | 5 de setembro de 2011  | Descarga digital                   | RCA                  |
| Estados Unidos | 5 de setembro de 2011  | Descarga digital                   | RCA                  |
| França         | 5 de setembro de 2011  | Descarga digital                   | RCA                  |
| Itália         | 5 de setembro de 2011  | Descarga digital                   | RCA                  |
| Países Baixos  | 5 de setembro de 2011  | Descarga digital                   | RCA                  |
| Portugal       | 5 de setembro de 2011  | Descarga digital                   | RCA                  |
| Suécia         | 5 de setembro de 2011  | Descarga digital                   | RCA                  |
| Estados Unidos | 13 de setembro de 2011 | Rádio mainstream                   | RCA                  |
| Reino Unido    | 14 de outubro de 2011  | Descarga digital                   | RCA                  |
| Alemanha       | 21 de outubro de 2011  | CD single                          | RCA                  |
| Reino Unido    | 25 de outubro de 2011  | CD single                          | RCA                  |
| Estados Unidos | 3 de abril de 2012     | Descarga digital (Country Version) | RCA                  |
| Estados Unidos | 23 de abril de 2012    | Rádio country                      | RCA                  |